# Schefflera albidobracteata
Schefflera albidobracteata är en araliaväxtart som beskrevs av Adolph Daniel Edward Elmer. Schefflera albidobracteata ingår i släktet Schefflera och familjen araliaväxter.
Artens utbredningsområde är Filippinerna. Inga underarter finns listade.